# Sanagia velifera
Sanagia velifera är en fiskart som beskrevs av Holly 1926. Sanagia velifera ingår i släktet Sanagia och familjen karpfiskar. IUCN kategoriserar arten globalt som nära hotad. Inga underarter finns listade i Catalogue of Life.